# Josane Sigart
Pour les articles homonymes, voir Sigart.
Josane Sigart (née le 7 janvier 1909 à Bruxelles, décédée le 20 août 1999) est une joueuse de tennis belge des années 1930. 
En 1932, elle a remporté le tournoi de Wimbledon en double dames aux côtés de la Française Doris Metaxa et atteint la finale du double mixte avec Harry Hopman.

## Palmarès (partiel)

### Titre en double dames
| No | Date       | Nom et lieu du tournoi      | Catégorie | Surface      | Partenaire   | Finalistes                  | Score    |          |
| -- | ---------- | --------------------------- | --------- | ------------ | ------------ | --------------------------- | -------- | -------- |
| 1  | 20/06/1932 | The Championships Wimbledon | G. Chelem | Gazon (ext.) | Doris Metaxa | Elizabeth Ryan Helen Jacobs | 6-4, 6-3 | Parcours |

### Finale en double dames
| No | Date       | Nom et lieu du tournoi      | Catégorie | Surface      | Vainqueures                      | Partenaire   | Score         |          |
| -- | ---------- | --------------------------- | --------- | ------------ | -------------------------------- | ------------ | ------------- | -------- |
| 1  | 22/06/1931 | The Championships Wimbledon | G. Chelem | Gazon (ext.) | Dorothy Shepherd Phyllis Mudford | Doris Metaxa | 3-6, 6-3, 6-4 | Parcours |

### Finale en double mixte
| No | Date       | Nom et lieu du tournoi      | Catégorie | Surface      | Vainqueures                  | Partenaire   | Score    |          |
| -- | ---------- | --------------------------- | --------- | ------------ | ---------------------------- | ------------ | -------- | -------- |
| 1  | 20/06/1932 | The Championships Wimbledon | G. Chelem | Gazon (ext.) | Elizabeth Ryan Enrique Maier | Harry Hopman | 7-5, 6-2 | Parcours |

## Parcours en Grand Chelem (partiel)
Si l’expression « Grand Chelem » désigne classiquement les quatre tournois les plus importants de l’histoire du tennis, elle n'est utilisée pour la première fois qu'en 1933, et n'acquiert la plénitude de son sens que peu à peu à partir des années 1950.

### En simple dames
| Année | Championnat d'Australie | Championnat d'Australie | Internationaux de France | Internationaux de France | Wimbledon       | Wimbledon        | US National | US National |
| ----- | ----------------------- | ----------------------- | ------------------------ | ------------------------ | --------------- | ---------------- | ----------- | ----------- |
| 1927  | -                       | -                       | 2e tour (1/16)           | G. Charnelet             | -               | -                | -           | -           |
| 1928  | -                       | -                       | -                        | -                        | 1er tour (1/64) | Cecilia Gordon   | -           | -           |
| 1929  | -                       | -                       | 2e tour (1/16)           | Billie Tapscott          | 4e tour (1/8)   | Helen Wills      | -           | -           |
| 1930  | -                       | -                       | 3e tour (1/8)            | Cilly Aussem             | 3e tour (1/16)  | Elizabeth Ryan   | -           | -           |
| 1931  | -                       | -                       | 1er tour (1/32)          | Doris Metaxa             | 1er tour (1/64) | Margaret Scriven | -           | -           |
| 1932  | -                       | -                       | 3e tour (1/8)            | Betty Nuthall            | 2e tour (1/32)  | Dorothy Round    | -           | -           |
| 1933  | -                       | -                       | 2e tour (1/16)           | J. Goldschmidt           | 1er tour (1/64) | Margaret Scriven | -           | -           |
| 1935  | -                       | -                       | -                        | -                        | 3e tour (1/16)  | Joan Hartigan    | -           | -           |
| 1936  | -                       | -                       | -                        | -                        | 3e tour (1/16)  | Kay Stammers     | -           | -           |
| 1938  | -                       | -                       | -                        | -                        | 2e tour (1/32)  | Freda James      | -           | -           |
| 1939  | -                       | -                       | -                        | -                        | 2e tour (1/32)  | J. Jędrzejowska  | -           | -           |
| 1946  | -                       | -                       | -                        | -                        | 2e tour (1/32)  | Pauline Betz     | -           | -           |
| 1947  | -                       | -                       | -                        | -                        | 2e tour (1/32)  | Margaret Scriven | -           | -           |
| 1948  | -                       | -                       | -                        | -                        | 3e tour (1/16)  | Zsuzsa Körmöczy  | -           | -           |

À droite du résultat, l’ultime adversaire.

### En double dames
| Année | Championnat d'Australie | Championnat d'Australie | Internationaux de France     | Internationaux de France  | Wimbledon                     | Wimbledon                | US National | US National |
| ----- | ----------------------- | ----------------------- | ---------------------------- | ------------------------- | ----------------------------- | ------------------------ | ----------- | ----------- |
| 1927  | -                       | -                       | 1/4 de finale Yvonne Sigart  | P. Saunders P. Holcroft   | -                             | -                        | -           | -           |
| 1928  | -                       | -                       | -                            | -                         | 2e tour (1/16) M. Canters     | P. Saunders P. Holcroft  | -           | -           |
| 1929  | -                       | -                       | 2e tour (1/8) Yvonne Sigart  | Cilly Aussem Irmgard Rost | 1er tour (1/32) Yvonne Sigart | L. Campbell L. Lenos     | -           | -           |
| 1930  | -                       | -                       | 1/4 de finale Helen Jacobs   | Joan Fry E. Harvey        | 1/2 finale Sylvie Jung        | E. Ryan Helen Wills      | -           | -           |
| 1931  | -                       | -                       | 1/2 finale Sylvie Jung       | Cilly Aussem E. Ryan      | Finale Doris Metaxa           | D. Shepherd P. Mudford   | -           | -           |
| 1932  | -                       | -                       | 1/2 finale Lilí Álvarez      | E. Ryan Helen Wills       | Victoire Doris Metaxa         | E. Ryan Helen Jacobs     | -           | -           |
| 1933  | -                       | -                       | 1/2 finale M. Scriven        | S. Mathieu E. Ryan        | 3e tour (1/8) M. Scriven      | Kitty McKane P. Saunders | -           | -           |
| 1935  | -                       | -                       | 1er tour (1/16) Jędrzejowska | J. Gallay Anna Luzzatti   | 1/2 finale Doris Metaxa       | S. Mathieu H. Sperling   | -           | -           |
| 1936  | -                       | -                       | 1/2 finale Nelly Adamson     | S. Mathieu Billie Yorke   | 2e tour (1/16) Nelly Adamson  | Mary Hardwick E. Harvey  | -           | -           |
| 1938  | -                       | -                       | -                            | -                         | 3e tour (1/8) Doris Metaxa    | Freda James Kay Stammers | -           | -           |
| 1939  | -                       | -                       | -                            | -                         | 2e tour (1/16) Doris Metaxa   | Mary Hardwick M. Scriven | -           | -           |
| 1946  | -                       | -                       | -                            | -                         | 1er tour (1/32) Bea Carris    | T. Terwindt Madzy Rollin | -           | -           |
| 1947  | -                       | -                       | -                            | -                         | 3e tour (1/8) M. de Borman    | Nancye Wynne Nell Hall   | -           | -           |
| 1948  | -                       | -                       | -                            | -                         | 1er tour (1/32) M. de Borman  | Shirley Fry Mary Arnold  | -           | -           |

Sous le résultat, la partenaire ; à droite, l’ultime équipe adverse.

### En double mixte
| Année | Championnat d'Australie | Championnat d'Australie | Internationaux de France    | Internationaux de France | Wimbledon           | Wimbledon             | US National | US National |
| ----- | ----------------------- | ----------------------- | --------------------------- | ------------------------ | ------------------- | --------------------- | ----------- | ----------- |
| 1929  | -                       | -                       | 2e tour (1/16) L. de Borman | Cilly Aussem C. Boussus  | -                   | -                     | -           | -           |
| 1930  | -                       | -                       | 1/4 de finale Jack Crawford | E. Ryan Jean Borotra     | -                   | -                     | -           | -           |
| 1932  | -                       | -                       | -                           | -                        | Finale Harry Hopman | E. Ryan Enrique Maier | -           | -           |

Sous le résultat, le partenaire ; à droite, l’ultime équipe adverse.